# San Antón (Ponce)
San Antón es un barrio ubicado en el municipio de Ponce en el estado libre asociado de Puerto Rico. En el Censo de 2010 tenía una población de 10992 habitantes y una densidad poblacional de 3.639,82 personas por km².

## Geografía
San Antón se encuentra ubicado en las coordenadas 18°0′20″N 66°36′5″O / 18.00556, -66.60139. Según la Oficina del Censo de los Estados Unidos, San Antón tiene una superficie total de 3.02 km², de la cual 2.91 km² corresponden a tierra firme y (3.52%) 0.11 km² es agua.

## Demografía
Según el censo de 2010, había 10992 personas residiendo en San Antón. La densidad de población era de 3.639,82 hab./km². De los 10992 habitantes, San Antón estaba compuesto por el 80.18% blancos, el 9.67% eran afroamericanos, el 0.45% eran amerindios, el 0.41% eran asiáticos, el 6.89% eran de otras razas y el 2.4% pertenecían a dos o más razas. Del total de la población el 98.94% eran hispanos o latinos de cualquier raza.